# Rocksteady
Treść tego artykułu może nie być zgodna z zasadami neutralnego punktu widzenia.
Dokładniejsze informacje o tym, co należy poprawić, być może znajdują się w dyskusji tego artykułu.
 Po wyeliminowaniu niedoskonałości należy usunąć szablon {{Dopracować}} z tego artykułu.
Rocksteady – styl muzyczny wywodzący się z Jamajki.

## Historia
Rocksteady powstało na przełomie roku 1965 i 1966, jednak na początku muzycy nie przypisali nazwy nowemu gatunkowi muzyki. Jest kilka historii na temat powstania gatunku. Jedna z nich mówi o tym, jakoby w 1966 muzycy, zmęczeni upalnymi dniami, nie mieli siły grać szybkiego ska, dlatego zwalniali tempo, tworząc rocksteady. W drugiej opowieści przedstawiony jest wokalista Hopeton Lewis, który podobno nie mógł dopasować tekstu do muzyki ska, dlatego poprosił zespół o wolniejszą grę.
Gatunek charakteryzuje się wolniejszym tempem niż ska. Na pierwszy plan wysuwa się melodyjna i bardziej pulsująca linia basu i bębnów, słyszalne również w reggae, dub i ragga. Muzycy zaczęli utożsamiać się z młodzieżą z getta, często sami z nich pochodzili. Wtedy też właśnie przylgnęło do rocksteady określenie „muzyka niegrzecznych chłopców”. W tekstach nierzadko można było doszukać się wątków kryminalnych, będących codziennością życia w getcie.
Era rocksteady trwała do ok. 1968.

## Muzycy
Najważniejszymi wokalistami ery rocksteady są m.in. Ken Boothe, Delroy Wilson, czy Alton Ellis, natomiast grupy to The Gaylads, The Ethiopians, Desmond Dekker & the Aces, The Wailers, The Melodians, The Techniques oraz Tommy McCook and The Supersonics. Promocją wokalistów i zespołów rocksteady zajmowali się m.in. Duke Reid i Coxsone Dodd.